# 무녀의 밤
"무녀의 밤"(巫女의 밤)은 1982년 공개된 대한민국의 영화이다.

## 줄거리
수희는 어머니가 무당이기 때문에 결혼이 파경에 이른다. 의과대학생인 정호는 가톨릭 신자로 자기 어머니에게 무당의 딸이면 어떠냐고 항의하지만 어머니의 완강한 반대로 방황하게 된다. 수희는 정호를 단념하고 평소에 친하게 지내는 기섭과 자주 만나게 된다. 또한 수희는 정호의 고모부인 이영후 화가와 알게 되어 그의 모델이 되기도 한다. 어느 날 이영후와 수희가 화실에서 정사하는 장면을 정호가 목격하게 되고 분노로 정신을 잃은 정호는 이영후를 칼로 찌른다. 이 충격으로 수희는 정신 이상이 되어 병원에 수감된다. 어머니가 수희의 행복을 빌면서 자결하려는 순간 수희의 정신이상은 회복되어 집에 돌아오게 된다. 그 후 수희는 어머니의 업을 계승하여 어느 바닷가 용왕제를 지내러 떠난다. 정호는 감옥에서 출감하여 수희를 찾아 바닷가를 가지만 초연히 돌아온다.

## 배역
- 장미희(張美姬): 수희 역
- 이영하(李瀯河)
- 정혜선(鄭惠先)
- 윤일봉(尹一峰)
- 송재호(宋在浩)
- 김희라(金熙羅)
- 문정숙(文貞淑)
- 이해룡(李海龍)
- 최성규
- 임해림(林海林)
- 김종철
- 김지영(金志映)
- 박예숙(朴藝淑)
- 김경란(金敬蘭)

## 제작진
- 감독: 변장호(卞張鎬)
- 각본: 윤삼육(尹三六), 이희우(李熹雨)
- 원작: 이경자
- 제작: 이재훈
- 기획: 최상균(崔相均)
- 촬영: 이석기(李錫基)
- 조명: 마용천(馬龍天)
- 촬영팀: 안태완(安泰浣)
- 조명팀: 이광호
- 편집: 이경자(李敬子)
- 음악: 정민섭(鄭珉燮)
- 미술: 송백규(宋伯奎)
- 소품: 이원우(李原雨)
- 사운드(음향): 이재웅(李在雄), 영화진흥공사(映畵振興公社)
- 스틸: 이태성(李台成)
- 현상: 영화진흥공사(映畵振興公社)
- 스크립터: 곽은혜
- 제작·배급: 동아흥행㈜(東亞興行㈱)